# Trigal (Tumbes)
Trigal es un caserío peruano ubicado en el distrito de Casitas, perteneciente a la provincia de Contralmirante Villar del departamento de Tumbes, al norte del Perú. 

## Ubicación
Trigal se ubica al norte de la provincia de Contralmirante Villar, en el distrito de Casitas, en el departamento de Tumbes.

## Demografía
En 2017 Trigal tenía una población de 222 habitantes.
| Gráfica de evolución demográfica de Trigal entre 1993 y 2017 |
|                                                              |
| Fuentes: Población 1993 y 2017                               |